# Blaesoxipha insularis
Blaesoxipha insularis är en tvåvingeart som först beskrevs av Townsend 1918.  Blaesoxipha insularis ingår i släktet Blaesoxipha och familjen köttflugor.
Artens utbredningsområde är Galápagosöarna. Inga underarter finns listade i Catalogue of Life.